# Beit Imrin
 Beit Imrin (arabe : بيت امرين), est un village palestinien dans le gouvernorat de Naplouse.

## Géographie

### Emplacement géographique
Biet Imrin (en arabe : بيت امرين) est situé au nord-ouest de la ville de Naplouse à environ 18 km. Il est entouré par plusieurs villages tels que, Burqa, Yaseid, Sabastiya, Asira, Nisf Jubail. Il s'élève 383 m pieds au niveau de la mer, sur le montagne Bai Yazeed . Sa superficie totale est à peu près 12 100 hectares.

### Climat
Le climat du Beit Imrin est méditerranéen. L'été dure d'vril à octobre, il est chaud et sec. L'hiver est froid et pluvieux. La meilleure période de visiter le village est entre les deux: à l'automne, et au printemps.

## Toponymie
Ce mot est d’origine syriaque. Il signifie le foyer des princes. Les historiens pensent que le roi cananéen Amr vivait dans le village et qu'il a acheté la colline sud ainsi nommé par ce nom à cause d'un homme honnête qui était habitée à la colline.

## Population et société
Ce tableau présente l’évolution de la population entre 2007 et 2015 selon les recensements menés par le bureau central palestinien des statistiques.
| Année | Population |
| ----- | ---------- |
| 2007  | 2 791      |
| 2008  | 2 856      |
| 2009  | 2 923      |
| 2010  | 2 991      |
| 2011  | 3 060      |
| 2012  | 3 131      |
| 2013  | 3 204      |
| 2014  | 3 276      |
| 2015  | 3 350      |

## Enseignement

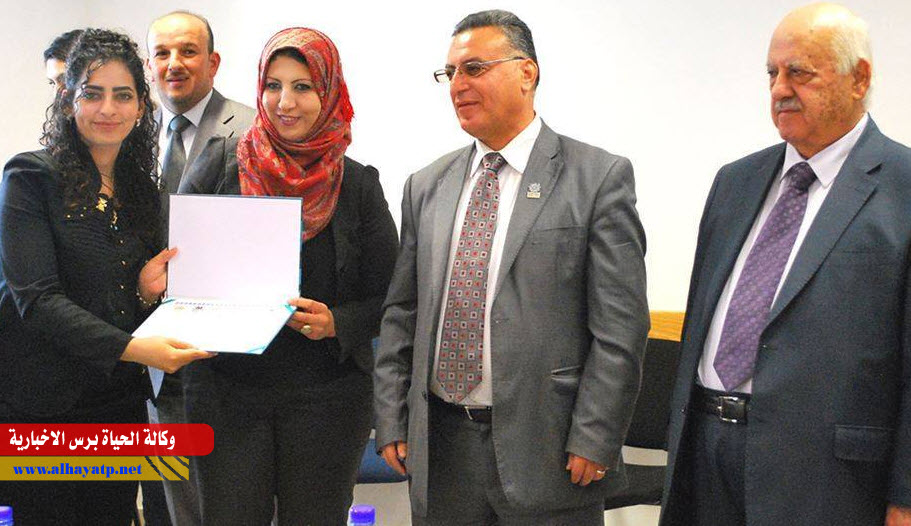
Majdolen Hasoon

Beaucoup de ressortissants du village ont réussi leurs études supérieures : médecins, d'Ingénieurs, enseignants, employés, etc. Ils ont obtenu des diplômes des universités nationales et étrangères. En 2013, la journaliste Majdolen Hasoon a gagné le premier prix dans le monde arabe dans la compétition "Journalistes contre la corruption".

### Écoles
- L'une école primaire mixte .
- L'école secondaire pour les garçons.
- L'école secondaire pour filles.

Le village compte également trois écoles maternelles privées. Parmi elles il y a une école maternelle caractéristique (l'école maternelle du haj ayed hasoon) qui comprend un jardin de jeux pour les enfants de la maternelle et le bus pour les transporter.

## Santé
- clinique de gouvernement.
- cabinet dentaire.

## Économie

### Agriculture et élevage
Depuis longtemps, l'agriculture et l'élevage sont le revenu principal pour les habitants du beit Imrin. Mais maintenant ils préfèrent trouver des autres façons pour gagner leur vie, d'avoir un revenu plus élevé. l'agriculture dans le village comme : les oliviers, les amandiers, et les légumes.

### Industrie
Extraordinaire de trouver des usines dans un petit village, mais il y en a environ 30 usines qui fabriquent des sacs plastiques[réf. nécessaire]. Maintenant les habitants dépendent entièrement au ce travail, il y a 200 ouvriers, et en plus les usines exportent leurs produits à toutes les régions de la Cisjordanie en Palestine. Il existe également une usine d'aluminium, une usine de boissons, le lavage de voitures, et une petite Gas Station.

## Divers

### Les familles de Beit Imrin
- Hassoun : la famille la plus grande de ce village. Elle est venue d'Alep en Syrie.
- Samara : cette famille est venue du village de Burqa pour s'installer à Beit imrin.
- Faqeeh : Cette famille est venue des villages et les villes voisins
- Abdo : Cette famille est originaire de ce village.

### Infrastructures
Les services d'infrastructure disponibles :
- Le réseau d'eau potable a été fondée en 1978.
- Le réseau téléphonique a été fondée en 1991.
- La maternité et l'enfance Centre.
- Un bureau de poste.

## Associations et centres de service
- Le conseil du village : fondée en 1962, il fournit des services publics à la population comme l'eau, et l'électricité... .
- Le club des jeunes de beit imrin : fondée en 2005 par Ayed Hassoun il offre des activités sportives et éducatives pour les jeuns du village. Par exemple, chaque année il propose des cours pour les étudiants du bac.
- Association Perle jeunesse : instaurée en 2012 par Un groupe de jeunes hommes et femmes. Elle s'intéresse aux sports, activités culturelles, artistiques et sociales pour les jeunes,  elle offre aussi plusieurs reprises des cours de secourisme aux différents classes d'âge.

## Galerie

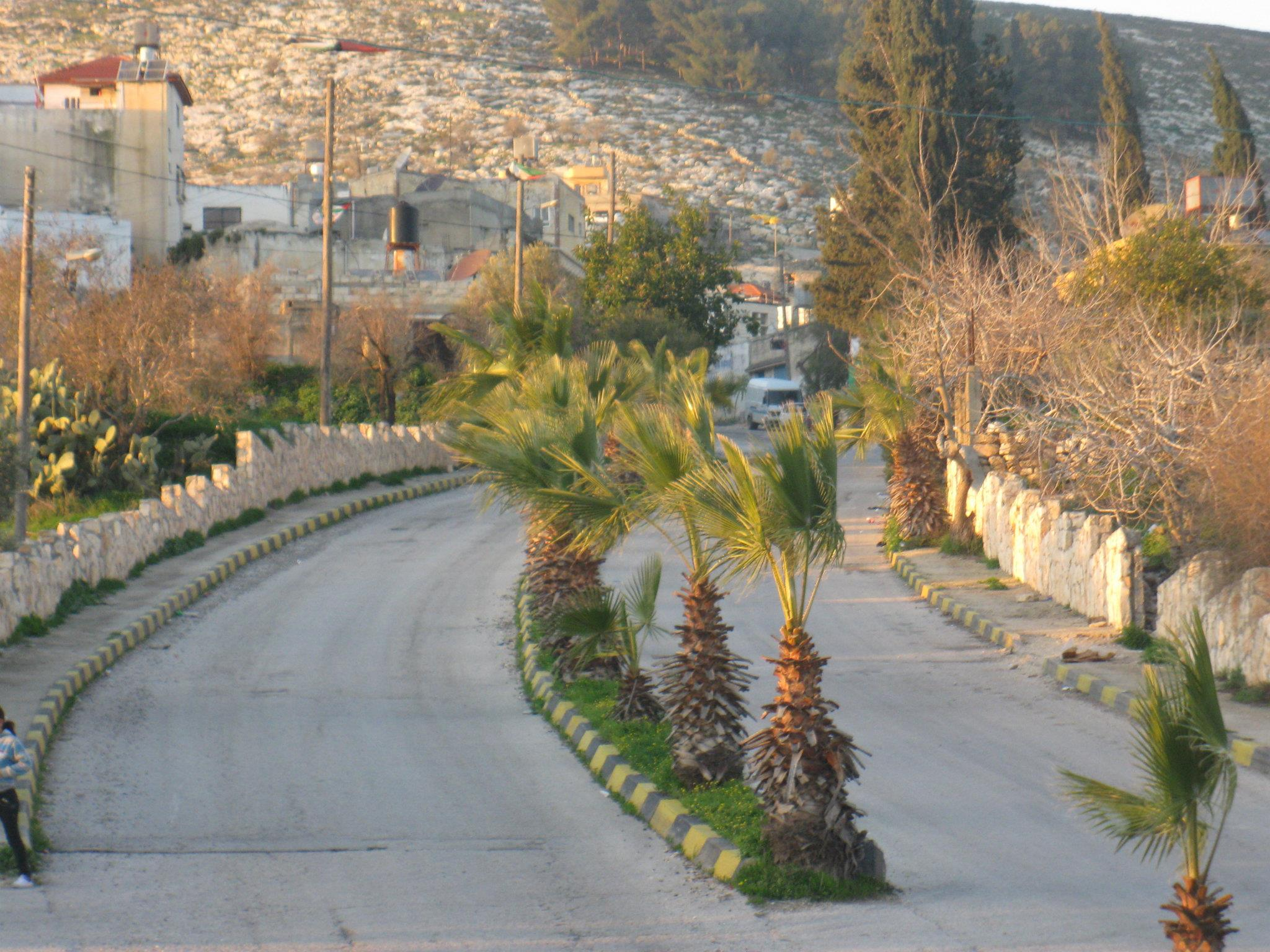
l'entrée du village
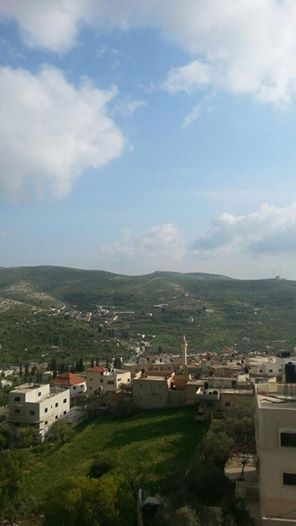
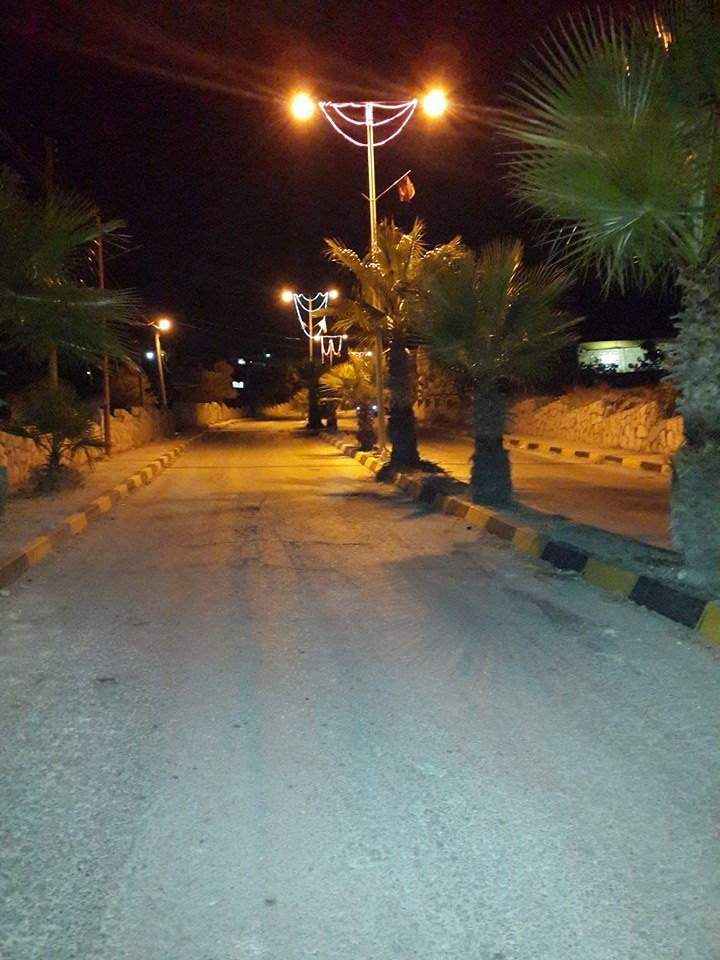